# 길 갈라드
길 갈라드는 《실마릴리온》의 등장인물이다. 놀도르 최후의 대왕으로 벨레리안드가 침수되자 남은 세력을 이끌고 동쪽의 청색산맥을 넘어간 후 정착한다. 요정이 정착한 이곳은 린돈으로 불린다. 혈통에 혼동이 있는 인물 중에 하나로, 오로드레스의 아들 혹은 핑곤의 아들이 맞는 것인가에 이견이 엇갈린다. 이후의 정보에 따르면 핑곤의 아들으로 설정되었으나, 오로드레스의 아들로 최종 변경이 일어난 것으로 추측된다.

## 생애
그는 태양의 1시대 이후 쇠퇴하는 요정을 이끌면서 발리노르에서 넘어온 놀도르 왕족의 역할을 착실히 수행했다. 놀도르 대왕 중 가장 오래 가운데땅을 다스렸고 사우론의 귀환 전까지 평화로운 시대를 누리기도 했다. 사우론이 돌아오자 그는 대응을 위해 수부 에아렌딜의 장남 엘론드를 자신의 측근으로 삼았으며, 차남 엘로스의 후손 누메노르 인들과 동맹을 맺고 사우론에게 대항하는 제 1차 반지전쟁의 주도적 리더로 활약하며 전쟁을 승리로 이끌었다.

## 최후
하지만 그의 최후는 끔직한 것으로 알려졌는데 모르도르에서 엘렌딜과 함께 사우론을 상대하며 싸우는 도중 전사했다고 한다. 그의 사후 더 이상 놀도르는 가운데땅에 자신들의 대왕이 없었고 태양의 3시대에는 오직 안개산맥 너머의 난도르의 땅 머크우드의 스란두일만이 요정왕을 칭했다.

## 기타
소설 《반지의 제왕》에서 그의 최후를 엘론드가 직접 언급하며, 길 갈라드에 대한 애가도 나온다. 결과적으로 발리노르에 잔존한 피나르핀과 실종되어 생사를 알 수 없는 마글로르 외에 놀도르 남성 왕족은 모두 가운데땅에서 죽음을 경험했다. 갈라드리엘과 엘론드는 놀도르의 피가 흘렀으나 갈라드리엘은 여성이고, 엘론드는 인간의 피가 섞였기에, 적어도 칭왕하지는 않았다.